# SA80
SA80 (viết tắt của Small Arms 1980's) là họ súng có hộp tiếp đạn gắn phía sau và dùng cỡ đạn 5,56 mm. Súng do Anh phát triển và chế tạo. Các yếu tố của thiết kế của nó, đặc biệt là băng đạn gắn phía sau kế thừa từ súng trường EM-2 trước đó. Các nguyên mẫu đầu tiên được thử nghiệm trong năm 1976 và sản xuất kết thúc vào năm 1994. SA80 sẽ phục vụ cho đến năm 2025. Qua thực chiến, SA80 bộc lộ nhiều nhược điểm, nhưng nhờ như vậy loại súng này ngày càng được hoàn thiện dần.
Súng có độ tin cậy cực kỳ kém trong các chiến dịch khiến cho nó được mệnh danh là 'nỗi hổ thẹn của lực lượng quân đội Anh' và đã phải thay đổi đến 83 mẫu trong vòng 18 năm cũng như phải thuê công ty Hecker & Koch để chỉnh sửa lại thiết kế nhằm nâng cao độ tin cậy, tuy nhiên vẫn có yêu cầu loại bỏ thay thế loại súng này và lực lượng đã làm việc này hiện tại là hải quân Hoàng gia Anh. Có nhiều thông tin truyền miệng rằng các binh sĩ Anh trong Chiến tranh vùng Vịnh đã đổi khẩu AK-47 thay cho SA-80. Mọi người đều đồng ý rằng AK-47 bắn ít chính xác và chính xác là một trong những điểm mạnh của SA80 nhưng có các nước sẵn sàng sao chép AK để có độ tin cậy và giải quyết vấn đề độ chính xác của nó sau như Israel. Mặc dù, độ tin cậy của SA80 vẫn chưa thể sánh được với AK-47 nhưng sẽ là không quá nếu như nói rằng đây là loại súng trường tiến công chính xác nhất hiện nay. Hiện chủ yếu chỉ có quân đội Anh, quân đội Nepal và quân đội Jamaica sử dụng súng này. Họ súng SA80 gồm có một số dòng nổi bật sau súng trường tiến công SA80 đã được triển khai trong tất cả các chiến dịch quân sự có sự tham gia của Anh từ những năm 80 của thế kỷ trước như Bắc Ireland, chiến tranh vùng Vịnh lần thứ nhất, chiến tranh Bosnia, Kosovo, Sierra Leone, Afghanistan và Iraq.
SA80 là một loại súng trường tiến công có độ chính xác rất cao. Điều này có được là nhờ sự kết hợp giữa bullpup và trích khí ngắn cùng với thiết kế búa kim hỏa khá độc đáo. Súng có tay kéo khóa nòng nằm phía bên phải, buồng đạn, khóa nòng và các thiết bị quan trọng khác được làm bằng thép đặc biệt. Ốp lót tay phía trước của súng làm bằng vật liệu tổng hợp.
SA80 được thiết kế theo kiểu bullpup giúp tiết kiệm chiều dài trong khi vẫn đảm bảo được chiều dài nòng súng theo yêu cầu khi toàn bộ khối đạn dược, bệ khóa nòng nằm phía sau cò súng. SA80 có thể tùy chọn trang bị súng phóng lựu 40mm và có thể trang bị lưỡi lê cho cận chiến. Thiết kế của SA80 đại diện cho một loại súng trường tấn công hiện đại. Súng có khóa an toàn kiêm điều chỉnh chế độ bắn nằm phía bên trái báng súng, có thể tùy chọn bắn phát một hoặc liên thanh. Nhưng sự kết hợp giữa thiết kế bullpup và cơ chế trích khí ngắn biến SA80 thành một khẩu súng trường phức tạp trong chế tạo và bảo trì, các lỗ tản nhiệt phía trên súng giúp làm mát rất tốt nhưng chúng cũng "hút bụi" rất tốt. Súng cũng khá nặng nên người sử dụng khá mỏi tay khi dùng. Lỗi tệ nhất của súng là thường xuyên bi tắc đạn khi hệ thống chuyển động không được bôi trơn kịp thời. Ngoài ra còn một số các lỗi "nhỏ" thường gặp là kim kiểm hỏa bị gãy, hộp đạn tự nhiên rơi ra ngoài, bộ cò bị kẹt, bộ làm vệ sinh không được sạch, nút nhả thoi nạp đạn không hoạt động, báng súng bị bể, bộ phận áp má để nhắm bị chảy hoặc rơi ra, vỏ đạn bị kẹt trong chu kỳ nhả ra ngoài, đinh gim giữ thân súng không chắc chắn, khóa an toàn lại không khóa và dễ bị hỏng vì làm bằng nhựa, trong thời tiết lạnh các linh kiện bằng nhựa trở nên giòn và dễ bể hơn nữa... Và SA80 không thể bắn từ phía tay trái vì đó là vị trí nhả vỏ đạn ra. Dù sao thì sau hàng loạt nâng cấp thì SA80 vẫn được đánh giá là súng bộ binh cá nhân tốt nhất của nước Anh.